# Balcani
Balcani is een Roemeense gemeente in het district Bacău.
Balcani telt 8161 inwoners.